# Тамсі (Ярва)
Та́мсі (ест. Tamsi küla) — село в Естонії, у волості Ярва повіту Ярвамаа.

## Населення
Чисельність населення на 31 грудня 2011 року становила 28 осіб.

## Географія
Через населений пункт проходить автошлях 15162 (Койґі — Пяйнурме).

## Історія
З 30 січня 1992 до 21 жовтня 2017 року село входило до складу волості Койґі.